# Babsk

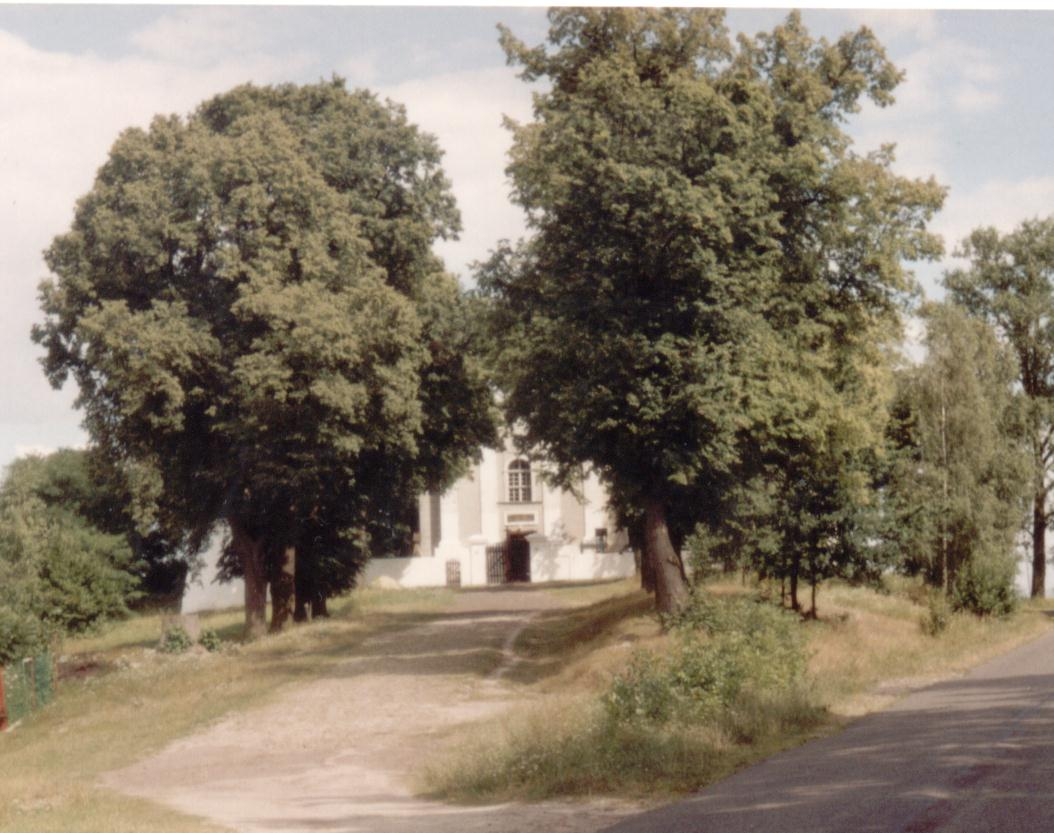
Kyrkan (1806)

Babsk är en by i centrala Polen, belägen 75 km sydväst om Warszawa. Den ligger i den östra delen av vojvodskapet Łódź. Babsk har ca 700 invånare (2006).